# Louis Bionier
Louis Bionier est un ingénieur automobile français, né le 24 août 1898, mort le 22 décembre 1972 à Fontainebleau. Il est surtout connu en tant que responsable du développement du châssis et styliste en chef pour le constructeur automobile Panhard. Il a également participé à la conception de certains véhicules militaires Panhard.

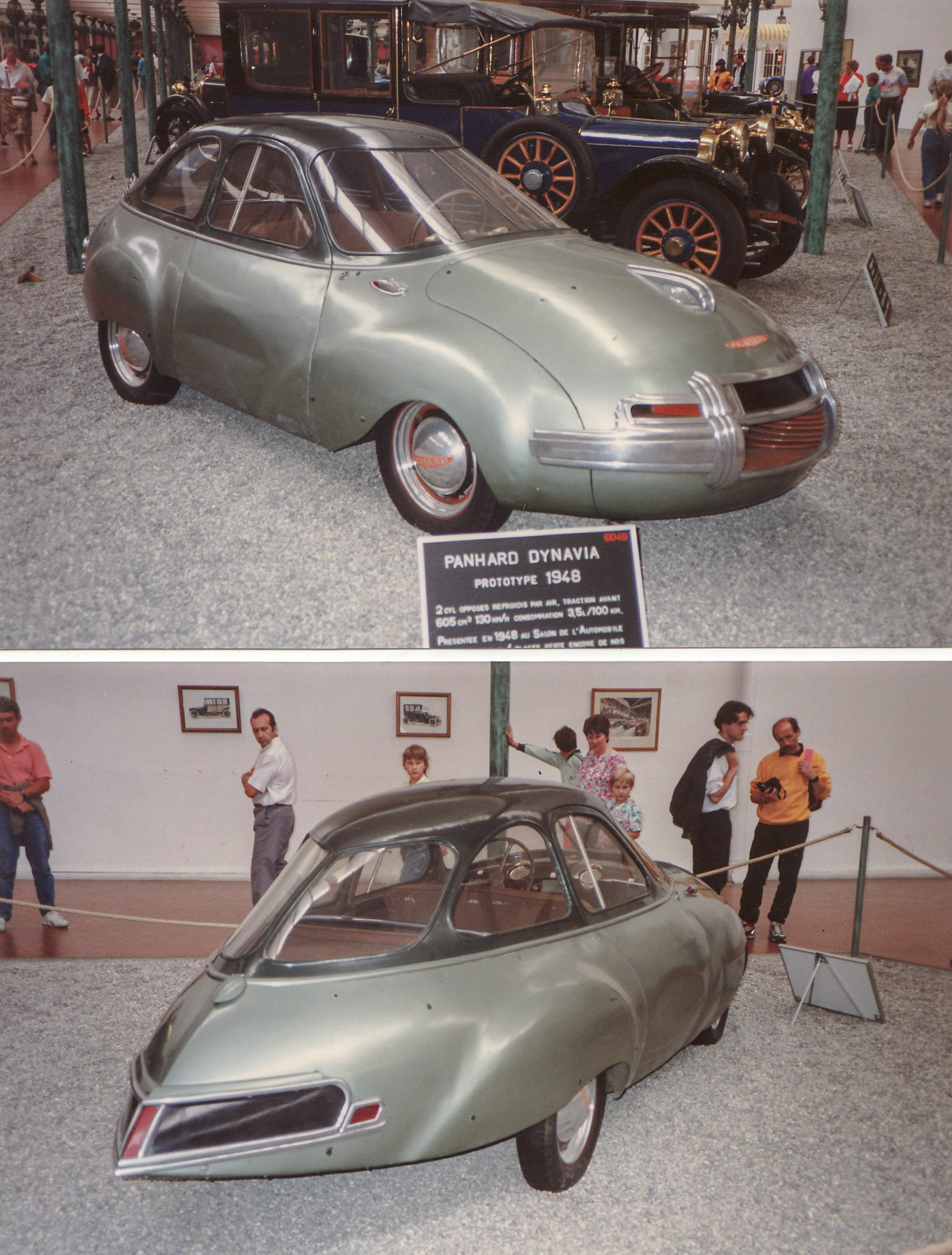
Panhard Dynavia (1948), au Musée national de l'Automobile.

## Biographie
Bionier est né à Alfortville en 1898. Son père, constructeur de bicyclettes, est mort lorsque Bionier avait neuf ans. Deux ans plus tard, après avoir obtenu son Certificat d'études primaires, il quitte l'école et part travailler pour aider sa mère.
Il devient apprenti chez Appareils d'Aviation Les Frères Voisin, société aéronautique créée en 1906 par les frères Gabriel et Charles Voisin.
En 1921, Bionier rejoint l'équipe du constructeur automobile Panhard et Levassor en tant que styliste. En 1929, il devient leur styliste en chef, poste qu'il occupe jusqu'en 1967, gagnant le sobriquet de « Dieu le père »,.
En 1925, Bionier épouse Marie-Louise Audebert, propriétaire d'un studio de photographie. Bionier lui-même s'intéresse par la suite à la photographie et au cinéma amateur. Il était également un fin observateur de la nature et, en 1927, commença à utiliser son appareil photo pour enregistrer ce qu'il voyait lors de voyages en Suisse, en Italie et sur la Côte d'Azur.

## Panhard
Bionier est embauché pour la première fois par Panhard et Levassor en 1915, comme apprenti monteur d'outils. Il attire rapidement l'attention de la direction, et des membres de la famille Panhard commencent à le guider,. Bionier travaille dans l'usine pendant la journée, gagnant de l'expérience dans différents départements et, la nuit, suit la formation interne de l'École Pratique Panhard.
En 1924, Panhard et Levassor reprend l'usine du constructeur automobile Delaugère et Clayette à Orléans. Cette acquisition permet à Panhard de produire des carrosseries pour ses propres modèles standard en interne, plutôt que de compter sur les carrossiers extérieurs pour compléter les voitures. Cependant, certains modèles spéciaux furent encore carrossés à l'extérieur de l'entreprise.
En 1929, Bionier est nommé à la tête du Bureau d'études et de recherches carrosserie de Panhard ou BERC, lui confiant la charge de tout le développement des carrosseries et châssis pour l'entreprise

### Panhard et Levassor DS, CS et Panoramique

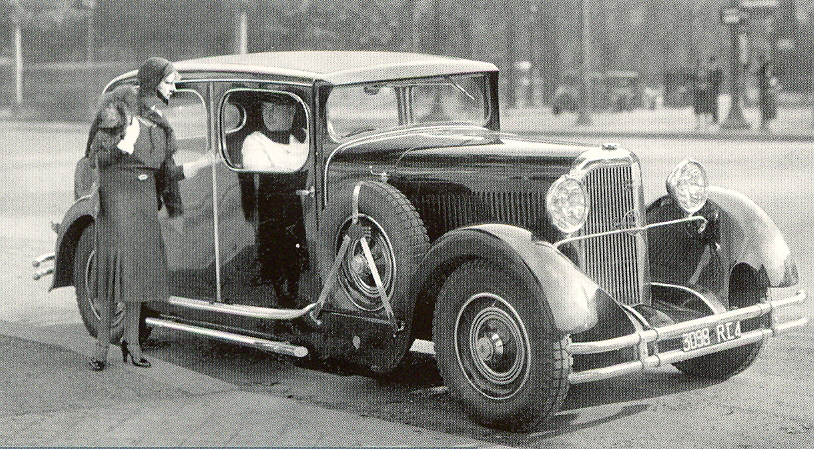
Panhard & Levassor 6DS Sedan Million-Guiet X66, Brevet de Viscaya (1930)

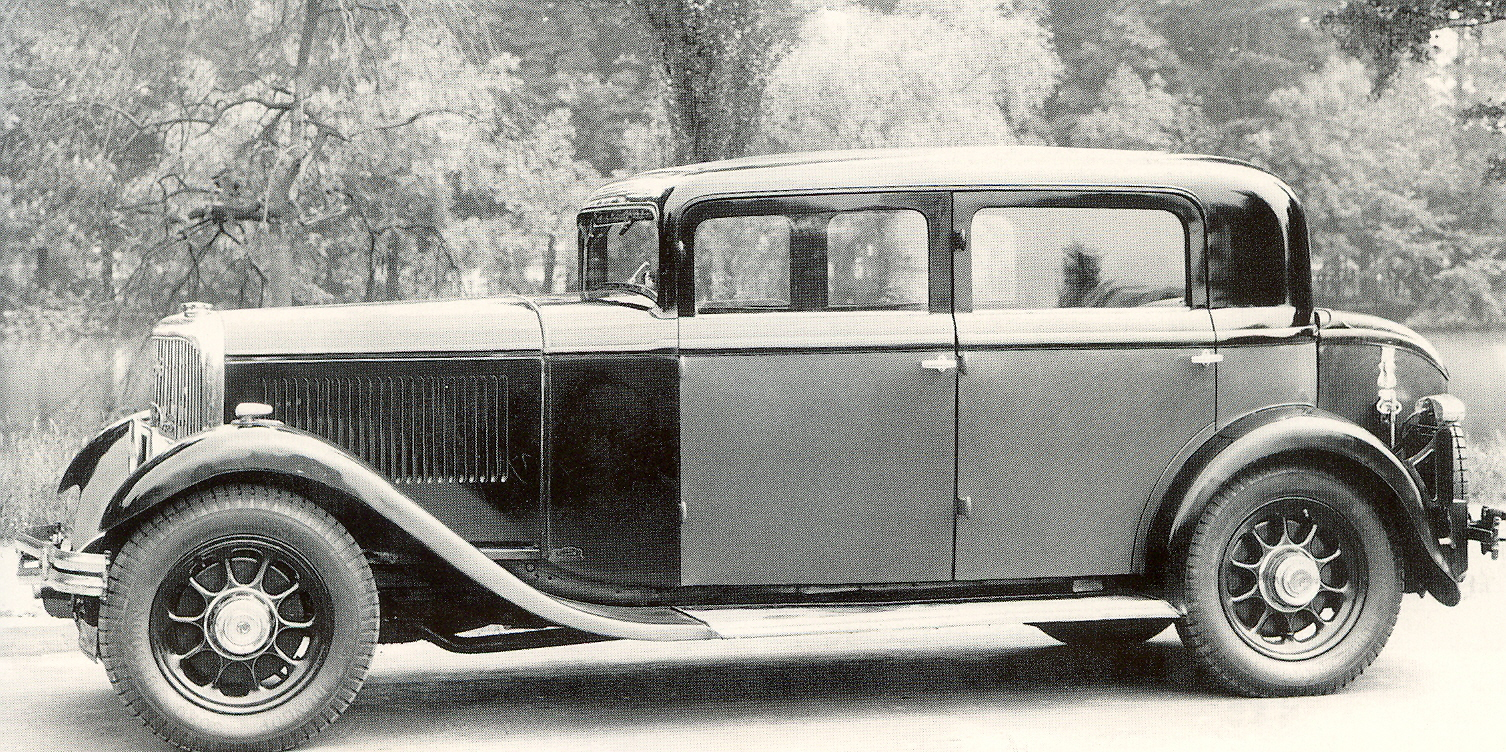
Panhard et Levassor 6CS (1931)

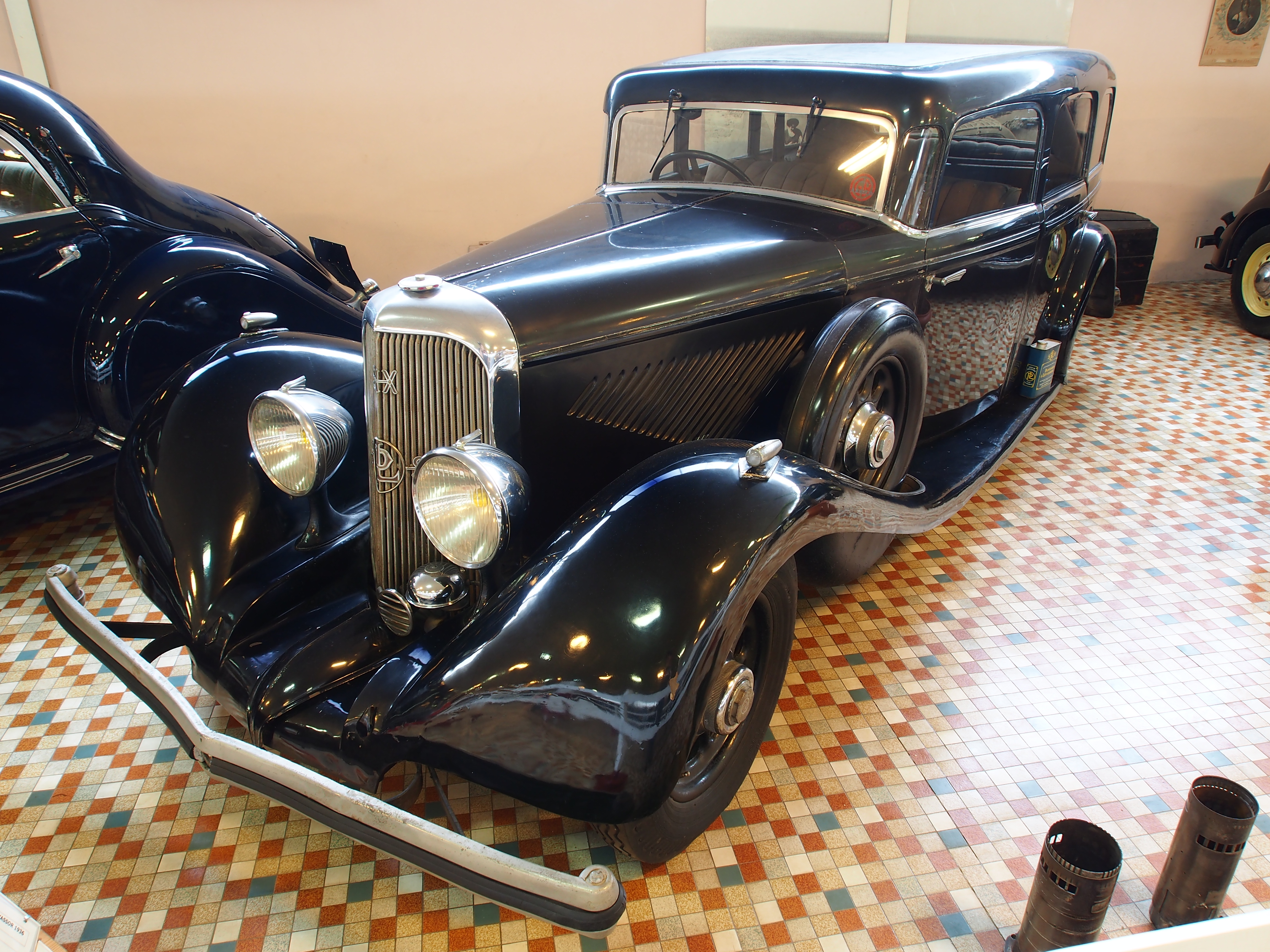
Panhard et Levassor Panoramique (1936)

La Panhard et Levassor 6DS est présentée en octobre 1929 au Salon de l'Automobile de Paris,. Cette conception de Bionier marque une modernisation de la ligne de Panhard. Le "S" dans le nom signifiait Surbaissée. De fait, la ligne de toit de la voiture a été abaissée, tout comme le châssis, avec des modifications appropriées de la suspension. Le châssis de la 6DS a également été rétréci, comportant désormais un plancher à double paroi qui augmentait la rigidité globale. Un an plus tard sont apparues les 6CS et 8DS. Deux ans plus tard, les deux voitures reçurent des mises à jour mineures.
En 1934 apparaît une autre révision de la carrosserie. Pour ce modèle, appelé Panoramique, Bionier a introduit une fonctionnalité qui tirait parti de la vision binoculaire du conducteur pour améliorer la visibilité vers l'extérieur. Laissant le verre du pare-brise principal en une unique vitre plane, Bionier a remplacé le montant de chaque côté par de fins piliers doubles et comblé l'espace entre eux par de petits panneaux de verre incurvés fabriqués par Saint-Gobain. Un conducteur regardant de biais au-delà des piliers était censé ne pas percevoir du tout les piliers, ayant une vue d'apparence entièrement dégagée à 180° vers l'avant.

### Dynamic

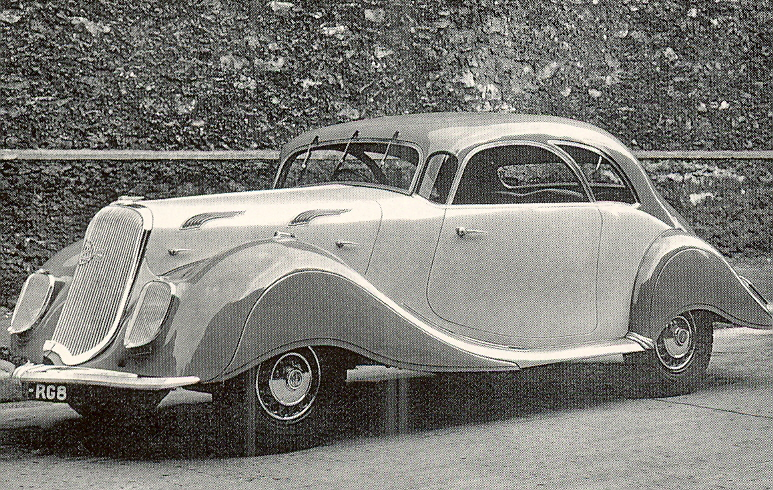
Panhard et Levassor Dynamic

En mai 1936, Panhard présente la Panhard Dynamic. Pour cette voiture, Bionier a produit une forme Streamline Moderne à jupes latérales tout en courbes qui exprimait son intérêt précoce pour l'aérodynamique et a conservé les montants à doubles piliers de la Panoramique,. Les phares ont été incorporés dans les ailes et coiffés de couvercles qui faisaient écho à la forme de la calandre principale. La position du conducteur dans la carrosserie à six places de la Dynamic était à l'origine au centre de la banquette avant à trois places, mais elle a ensuite été déplacée vers le côté gauche plus habituel. Le châssis en échelle des modèles précédents laissait place à un nouveau châssis monocoque. La suspension était à barres de torsion avant et arrière, et la voiture était équipée d'un système de freinage hydraulique à double circuit qui fonctionnait sur les quatre roues.

### Dyna X

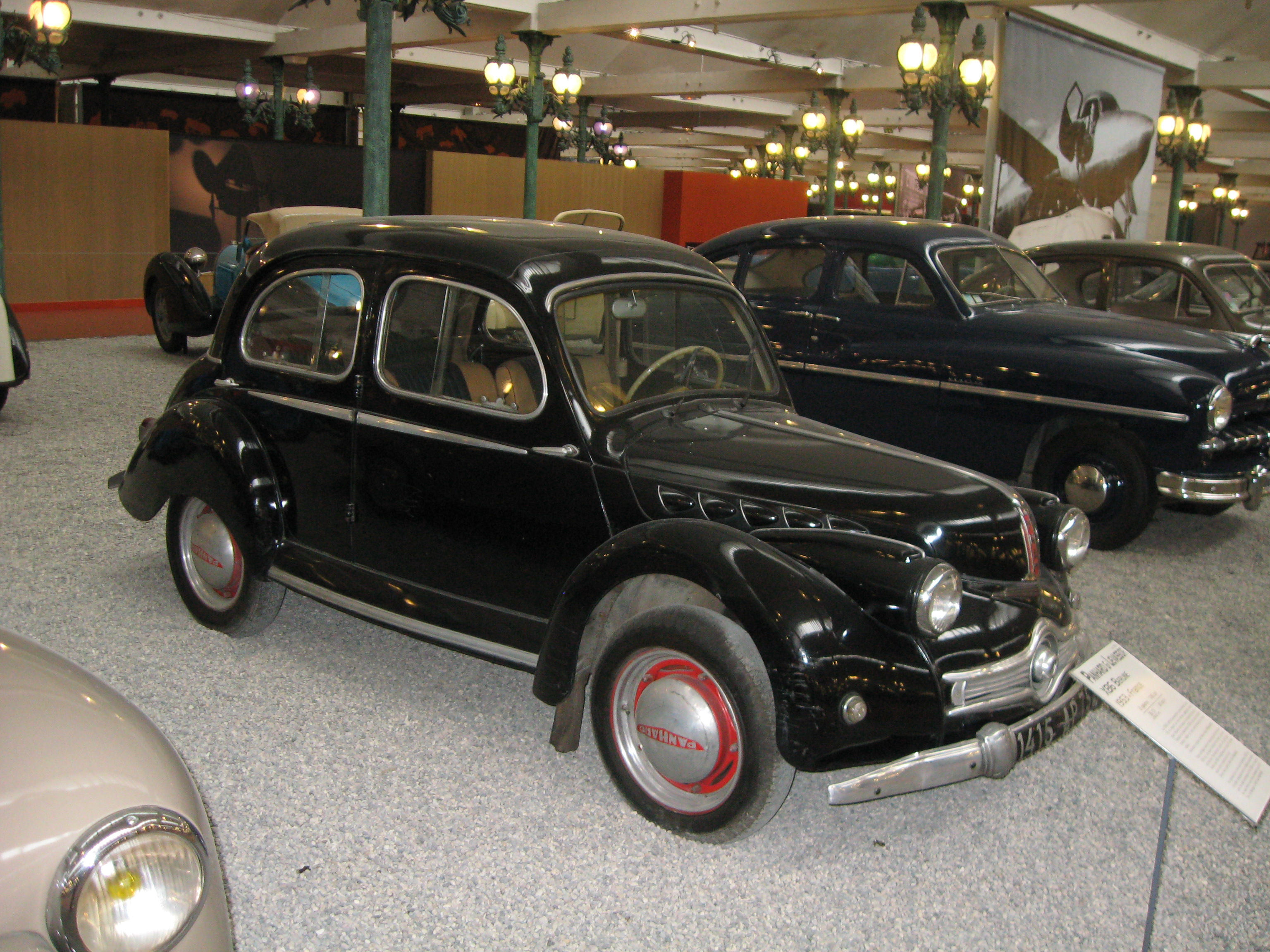
Panhard Dyna X berline

Avant la fin de la Seconde Guerre mondiale, Jean Panhard avait prévu que la demande d'après-guerre pour les voitures de luxe de Panhard serait limitée et que la production d'un modèle plus petit et moins cher serait nécessaire. Louis Bionier commença à concevoir une petite « voiture populaire » à traction avant à deux portes qui serait propulsée par un nouveau moteur boxer à deux cylindres refroidi par air, conçu par l'ingénieur Louis Delagarde.
L'innovateur automobile Jean Albert Grégoire travaillait sur un projet similaire appelé à l'origine "Automobile Légère Grégoire" (ALG), rebaptisé plus tard "Aluminium Français Grégoire" (AFG) lorsque le consortium national français de l'aluminium est intervenu pour parrainer le projet. La conception de Grégoire était également une petite voiture à traction avant à deux portes propulsée par un moteur boxer à deux cylindres refroidi par air. L'AFG ne pesait que 400 kg en raison de l'utilisation d'alpax coulé pour le châssis monocoque et de tôles d'aluminium pour la carrosserie. Grégoire a proposé la voiture à plusieurs constructeurs automobiles français, Simca montrant le plus d'intérêt, mais aucun ne s'était engagé à mettre l'AFG en production.
Lorsque le plan Pons de rationalisation de l'industrie automobile française est entré en vigueur, Panhard s'est retrouvé exclu de la liste des constructeurs automobiles agréés et s'est vu refuser l'autorisation de reprendre la construction de voitures et l'accès aux matériaux nécessaires. Au début de l'après-guerre, l'acier était rationné, mais l'aluminium, dont la production avait augmenté pendant la guerre, ne l'était pas. Afin de construire des petites voitures dans ce cadre, Panhard obtint des droits non exclusifs sur l'AFG.
Bionier et Delagarde ont donc développé une voiture appelée VP2, dont le châssis initialement prévu à deux hauts caissons étroits en acier et des contreventements céda la place à une structure monocoque en alpax du type de l'AFG, sur l'insistance de Bionier,. La suspension arrière comportait un système de barre à triple torsion. La puissance provenait du boxer bi-cylindre refroidi par air de Delagarde et allait aux roues avant via une boîte-pont également créée par Delagarde. La VP2 était une voiture 4 portes 4 places. Sa carrosserie, toujours en aluminium, s'apparente dans le style à celle de l'AFG, bien que ni Grégoire ni Bionier n'aient été entièrement satisfaits du résultat. Panhard a peut-être subi des pressions pour que la VP2 ressemble à l'AFG, mais n'a jamais reconnu de lien entre les deux voitures. La VP2 est entré en production sous le nom de Panhard Dyna X. Grégoire a ensuite poursuivi Panhard pour redevances impayées.

### Dynavia

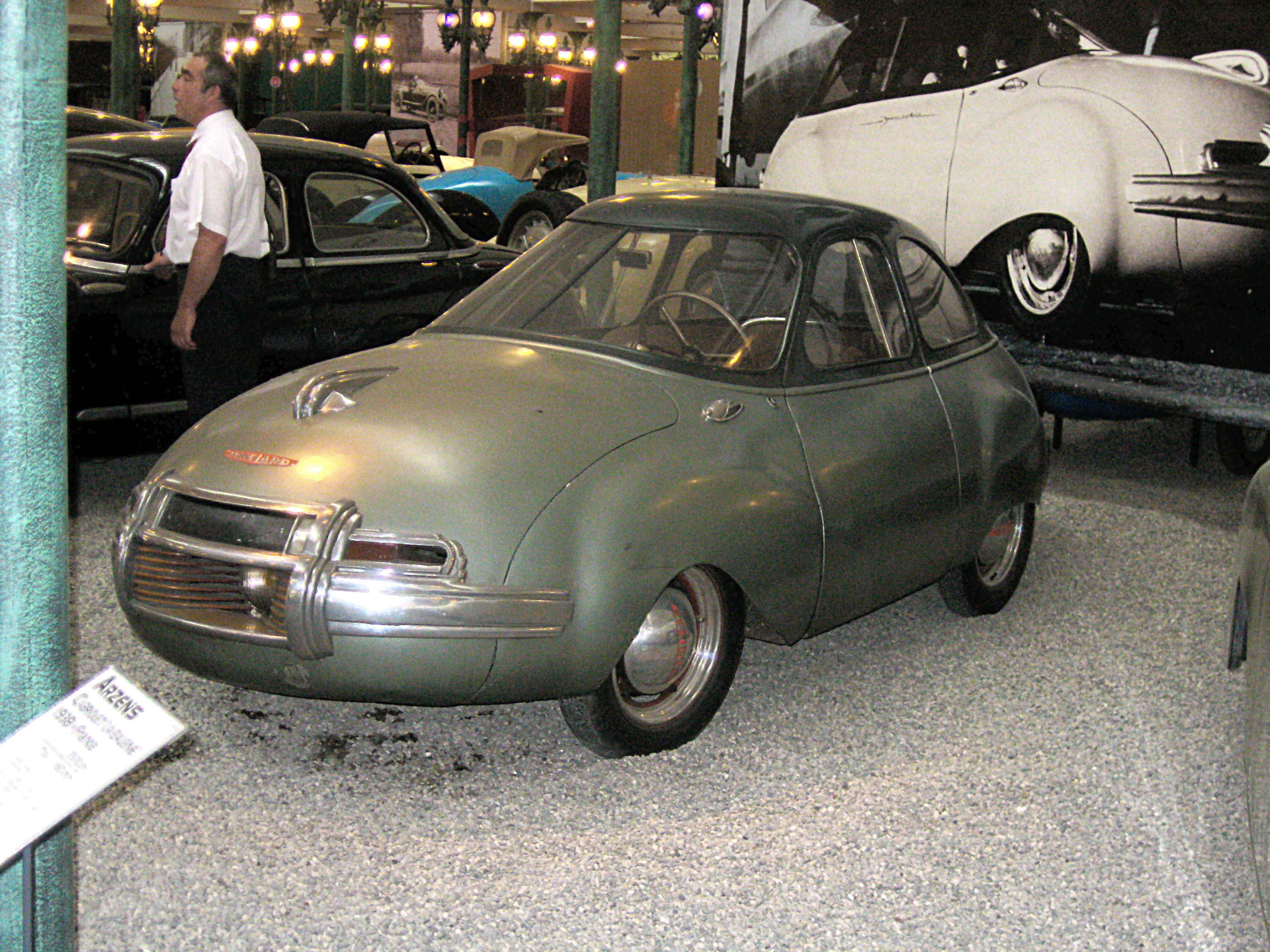
Panhard Dynavia (1948)

Bionier était fasciné par les formes et les mouvements des oiseaux et des poissons. Comme certains de ses contemporains, il en était venu à apprécier certains principes aérodynamiques, tels que l'importance de réduire la zone frontale et de maintenir un flux d'air régulier et sans turbulence sur toute la longueur de la carrosserie d'une voiture.
En 1945, il réalise des maquettes en bois à l'échelle 1/5 d'une voiture expérimentale qu'il baptise VP6 et les fait tester dans la soufflerie de l'Institut Aérodynamique de Saint-Cyr. Plus tard, pour évaluer le flux d'air sur des corps grandeur nature, il a conçu et fabriqué des ensembles d'aubes petites, légères, mais de forme précise. Ces aubes comportaient une rotule qui leur permettait de pivoter dans le flux d'air et elles étaient fixées à la caisse de la voiture testée au moyen d'une ventouse. Ces aubes ont permis à Bionier de filmer les effets du flux d'air sur un corps.
Le résultat de ces expériences fut la Dynavia. Des pièces suffisantes pour trois voitures ont été fabriquées, mais seulement deux ont été assemblées. Parmi celles-ci, l'une a été vendue à un acheteur privé et a ensuite été si gravement endommagée dans un accident de la route qu'elle a été mise au rebut. Construite à partir du châssis, du moteur et de la suspension d'une Dyna X, cette voiture très profilée a été bien accueillie lors de sa présentation au Salon de l'Automobile de Paris en 1948 et a convaincu Panhard d'autoriser Bionier à concevoir une carrosserie aérodynamique pour le successeur de la Dyna X,.

### Dyna Z et PL 17

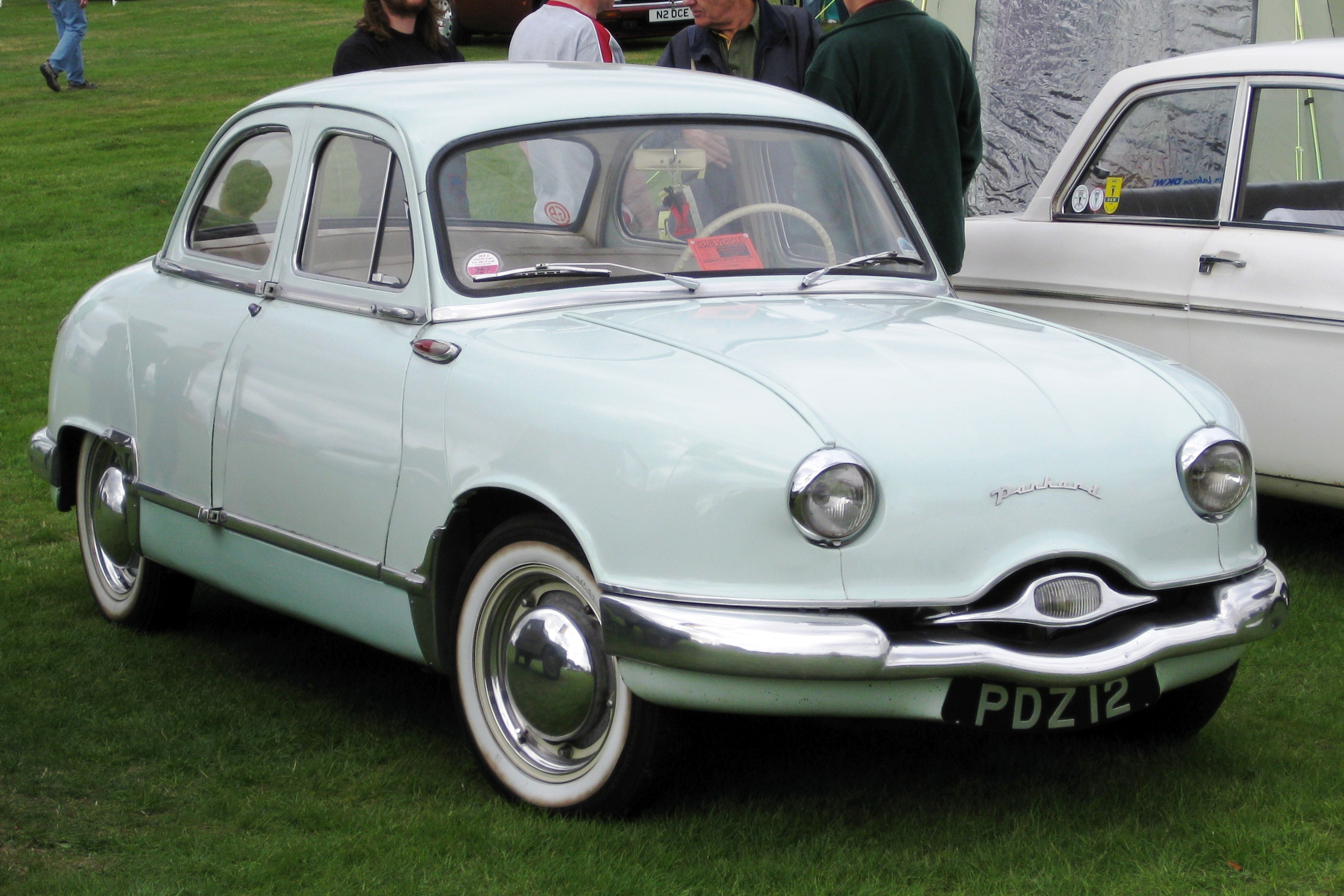
Panhard Dyna Z (1958)

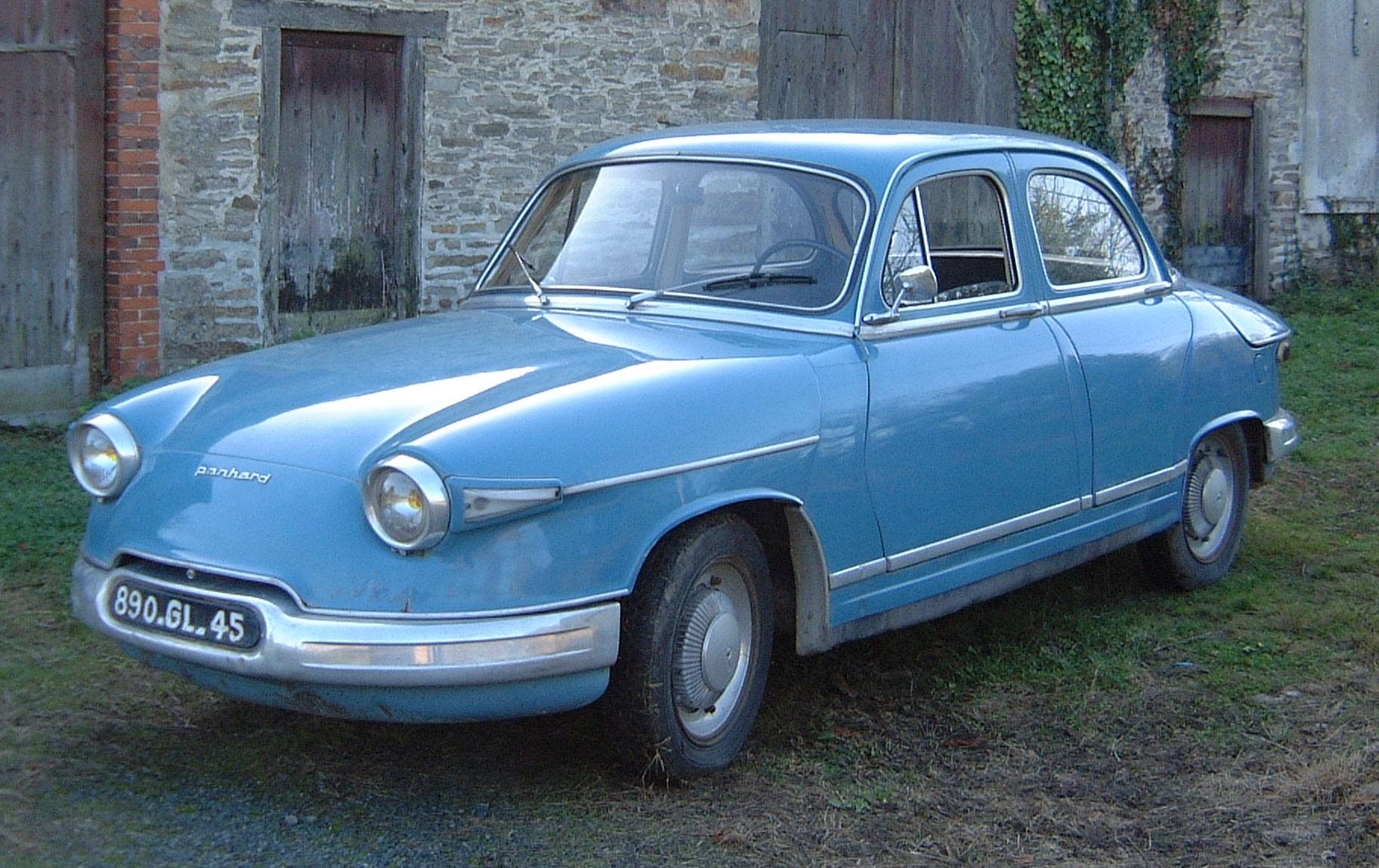
Panhard PL17 (1964)

Le remplacement de la Dyna X a demandé moins de 30 mois pour être prêt à la production. Bionier, en collaboration avec André Jouan, a produit un style de carrosserie ponton très lisse, prévu pour être exécuté dans des panneaux d'aluminium produits par Aluminium Français. Cette berline six places était toujours motorisée par le bicylindre à plat de Delagarde, récemment porté à 848 cm3. Plutôt que d'attendre le Mondial de l'Automobile de Paris en octobre, Panhard a choisi de dévoiler la voiture le 17 juin 1953 au restaurant Les Ambassadeurs de l'Hôtel Crillon, sur la place de la Concorde à Paris. En 1957, une partie de la structure de la voiture a été remplacée par de l'acier produit par Duralinox, et plus tard, certains des panneaux de carrosserie en aluminium ont également été remplacés par de l'acier. La production a duré jusqu'en 1959.
Le 29 juin 1959, la Dyna Z a été remplacée par la PL 17, qui était un restylage du modèle précédent plutôt qu'une toute nouvelle voiture. Bionier a révisé l'avant et l'arrière de la voiture, laissant le châssis et la cabine centrale de la Dyna Z inchangés. Alors que les portes avant des premières PL 17 étaient articulées sur le bord de fuite, en juillet 1960, cela a été modifié et les charnières ont été déplacées vers le bord d'attaque. L'acheteur de la PL 17 avait également le choix entre deux options de moteur : un moteur de 40 ch (29,8 kW) ou le moteur Tigre de 50 ch (37,3 kW). Les deux moteurs étaient des versions du même 848 cm3. Outre quelques améliorations mécaniques, la PL 17 a reçu une amélioration de style au début des années 1960, relevant et prolongeant le bord de fuite de la ligne de toit, recevant des phares modernes et déplaçant la roue de secours sous le capot  élargissant l'espace disponible dans le coffre. La production de la PL 17 s'est poursuivie jusqu'en 1965.

### Panhard 24

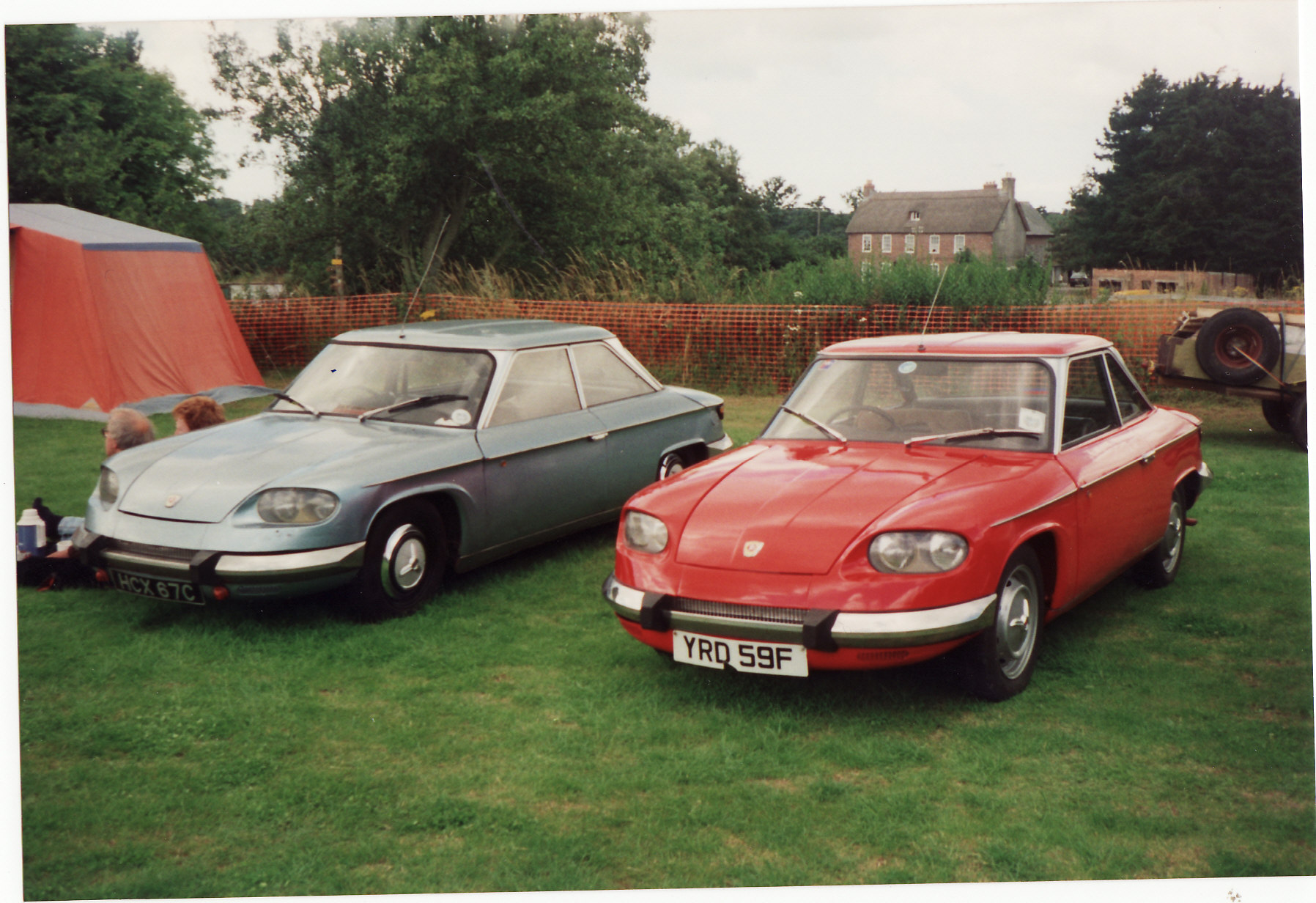
24BT de 1965 (à gauche) et 24CT de 1967 (à droite).

La dernière conception de Bionier pour Panhard fut la Panhard 24. Le châssis était un nouveau cadre périmétrique en acier avec un plancher soudé et des points de fixation pour le sous-châssis avant et la suspension arrière. La puissance provenait à nouveau du flat-twin refroidi par air de Panhard, de 848 cm3 de cylindrée.
Bionier et René Ducassou-Péhau dessinent une nouvelle carrosserie de coupé 2+2. La grande verrière aérée, la ligne de carrosserie surélevée et proéminente soulignée par des garnitures en acier inoxydable entourant la voiture à hauteur d'épaule et les panneaux festonnés au-dessous ont établi des comparaisons avec la Chevrolet Corvair,. Le toit plat et fuyant de la voiture était porté par des piliers en acier à haute résistance qui s'enfonçaient vers le bas du châssis pour un meilleur soutien. Le nez incliné portait des phares encastrés, prémonitoires de la refonte ultérieure du nez de la Citroën DS par Robert Opron.
La voiture est présentée pour la première fois au public le 24 juin 1963 sur le circuit de Montlhéry. Les ventes ont commencé l'année suivante. Les modèles comprenaient les 24C (coupé) et 24B (berline) avec un empattement allongé d'origine de 25 cm
. Les modèles de base 24C, 24B et 24BA à cabine réduite étaient équipés d'un moteur de 42 ch (31,3 kW), tandis que les 24CT et 24BT recevaient le moteur Tigre de 50 ch (37,3 kW). La production de la Panhard 24 n'a pas dépassé 1967.

## Citroën

### Citroën Dyane

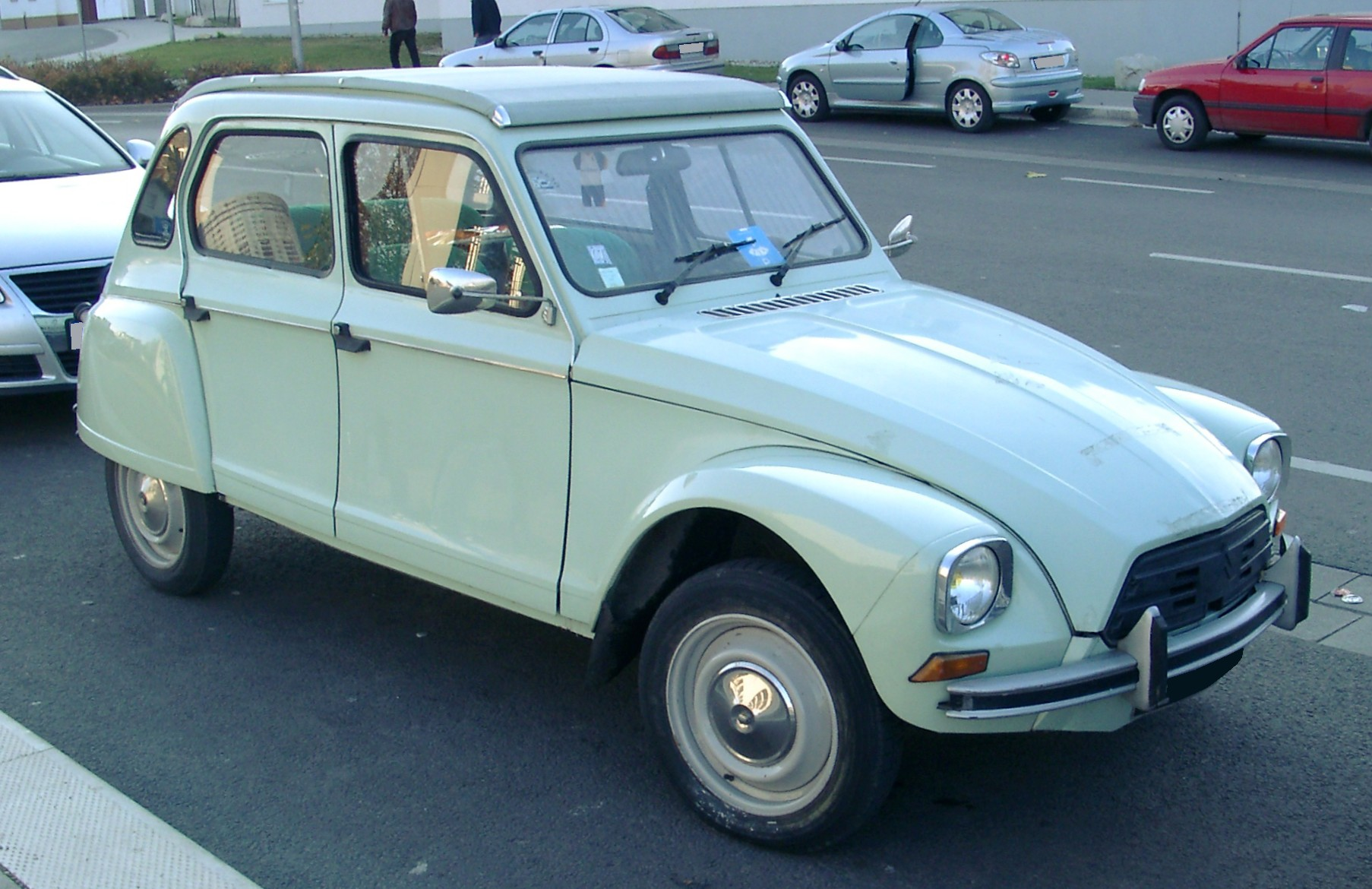
Citroën Dyane

Lorsque la nouvelle Renault 4 a commencé à ronger les ventes de la Citroën 2 CV, Pierre Bercot a décidé que le défi pouvait être relevé par une voiture mise au goût du jour qui utiliserait les composants mécaniques de la 2 CV, tout en reproduisant les caractéristiques de la Renault 4 et pouvant s'insérer dans la gamme Citroën, au-dessus de la 2 CV mais au-dessous de la Citroën Ami 6. Il confie le projet à Bionier.
En collaboration avec Ducassou-Péhau, une série de croquis sont réalisés pour la voiture, mais ils sont jugés trop radicaux et Bercot demande des modifications qui ont été faites par Jacques Charreton. Le projet de de Bionier/Ducassou-Péhau/Charreton étant accepté, la voiture entre en production sous le nom de Citroën Dyane.
Bionier prend sa retraite en 1967, la même année que la sortie de la Dyane, son dernier projet.